# 西和警察署
西和警察署（せいわけいさつしょ）は、奈良県警察が管轄する警察署の一つである。

## 所在地
- 奈良県北葛城郡王寺町葛下1丁目7-9

## 管轄区域
- 北葛城郡上牧町、王寺町、河合町
- 生駒郡平群町、三郷町、斑鳩町、安堵町

## 沿革
- 1986年（昭和61年）4月 - 郡山警察署および高田警察署の管轄区域の一部を引き継ぎ、新設。

## 組織
- 警務課
  - 警務係
  - 県民サービス係
- 留置管理課
  - 留置管理係
- 会計課
  - 会計係
- 生活安全課
  - 生活安全総務係
  - 人身安全対策係
  - 生活安全捜査係
- 地域課
  - 地域企画係
  - 地域捜査係
  - 指導第一係
  - 指導第ニ係
  - 指導第三係
- 刑事課
  - 総務係
  - 強行盗犯第一係
  - 強行盗犯第二係
  - 知能犯係
  - 組織犯係
  - 鑑識係
- 交通課
  - 企画規制係
  - 指導取締係
  - 交通捜査係
- 警備課
  - 警備第一係
  - 警備第二係

## 交番

### 王寺町
- 王寺交番（北葛城郡王寺町王寺2丁目1番10号）
- 王寺駅前交番（北葛城郡王寺町久度2丁目7004番地）

### 河合町
- 河合交番（北葛城郡河合町高塚台2丁目2番1号）

### 上牧町
- 上牧交番（北葛城郡上牧町服部台1丁目1番28号）

### 斑鳩町
- 斑鳩交番（生駒郡斑鳩町龍田3丁目1番10号）
- 法隆寺駅前交番（生駒郡斑鳩町興留9丁目1番1号）

### 平群町
- 平群交番（生駒郡平群町梨本377番地）

### 三郷町
- 三郷交番（生駒郡三郷町勢野北1丁目1番27号）

### 安堵町
- 安堵交番（生駒郡安堵町東安堵931番地の1）

## 駐在所

### 王寺町
- 美しケ丘駐在所（北葛城郡王寺町明神4丁目1番28号）

### 河合町
- 川合駐在所（北葛城郡河合町川合1170番地）